# Euproctis citrina
Euproctis citrina är en fjärilsart som beskrevs av Moore 1877. Euproctis citrina ingår i släktet Euproctis och familjen tofsspinnare. Inga underarter finns listade i Catalogue of Life.